# Velia Krause
Velia Krause (* 7. Juli 1965 in Ost-Berlin) ist eine deutsche Schauspielerin und Synchronsprecherin.

## Leben
Velia Krause wurde 1965 als Tochter der Schauspielerin und Synchronsprecherin Irmelin Krause (* 1938) in Berlin geboren. Ihre ersten Lebensjahre verbrachte sie hauptsächlich bei ihrer Großmutter Erna Krause (1909–1991), einer Sängerin aus dem Chor der Deutschen Staatsoper in Berlin. Von 1974 bis 1982 besuchte sie die Polytechnische Oberschule (POS) Wilhelm Pieck in der Pankower Kissingenstraße. Das Abitur erlangte sie 1984 an der Erweiterten Oberschule (EOS) Carl von Ossietzky in der Pankower Görschstraße. Von 1985 bis 1987 erhielt sie eine Ausbildung an der Theaterhochschule Hans Otto Leipzig.
Bereits in der EOS bekam sie eine Rolle in einem Polizeiruf 110 angeboten. Weiterhin stand sie in mehreren Produktionen von Film- und Fernsehgesellschaften vor der Kamera. Ihre ersten Theaterstationen befanden sich in Eisleben, Lutherstadt Wittenberg, Berlin und Cottbus. Einen großen Raum nahm ihre Tätigkeit als Synchronsprecherin in Filmen und Fernsehserien ein. Von 1998 bis 2003 hatte Velia Krause Engagements als Kabarettistin bei dem Berliner Kabarett Die Stachelschweine, dem Kabarett Weiberkram in Cottbus und dem Berliner Brett’l.
Velia Krause ist seit 2008 beruflich selbstständig. Seitdem tritt sie vor allem mit eigenen Chanson-, Schlager-, Kabarett- und frech-frivolen Programmen auf.
Velia Krause ist Mutter eines Sohnes und wohnt in Berlin.

## Filmografie
- 1984: Polizeiruf 110: Draußen am See (Fernsehreihe)
- 1985: Zahn um Zahn (Fernsehserie, 1 Episode)
- 1986: Rabenvater
- 2000: Alphateam – Die Lebensretter im OP (Fernsehserie, 1 Episode)
- 2001: In aller Freundschaft (Fernsehserie, 1 Episode)
- 2003: Körner und Köter (Fernsehserie, 1 Episoden)
- 2007: Frühstück mit einer Unbekannten (Fernsehfilm)
- 2012: Klinik am Alex (Fernsehserie, 1 Episode)

## Theater
- 1987: Brüder Grimm: König Drosselbart (Prinzessin) – Regie: Martina Bode (Thomas-Müntzer-Theater, Eisleben)
- 1988: Gotthold Ephraim Lessing: Minna von Barnhelm (Franziska) – Regie: Detlef Pilz (Thomas-Müntzer-Theater, Eisleben)
- 1988: Bertolt Brecht/Kurt Weill: Die Dreigroschenoper (Lucy) – Regie: ? (Thomas-Müntzer-Theater, Eisleben)
- 1989: Bertolt Brecht: Herr Puntila und sein Knecht Matti (Laina) – Regie: Clara Widmer (Elbe-Elster-Theater, Lutherstadt Wittenberg)
- 1991: Birger Heymann/Volker Ludwig: Linie 1 – Regie: Karl-Heinz Bartelmeus (Elbe-Elster-Theater, Lutherstadt Wittenberg)
- 1993: Jerry Bock/Joseph Stein: Anatevka (Zeitl) – Regie: Helmut Bläss (Mitteldeutsches Landestheater, Lutherstadt Wittenberg)
- 1994: Michael Ende: Der satanarchäolügenialkohöllische Wunschpunsch (Maurizia) – Regie: Rainer Gohde (Mitteldeutsches Landestheater, Lutherstadt Wittenberg)
- 2003: Volker Ludwig/Birger Heymann: Baden gehen (Sandra) – Regie: Franziska Steiof (Grips-Theater, Berlin)
- 2008: Peter Turrini nach Carlo Goldoni: Die Wirtin (Mirandolina) – Regie: Gerhard Printschitsch (TheaterNative C, Cottbus)

## Synchronisationen

### Spielfilme
- 1992): Johna Stewart-Bowden als Sally Anne Welfelt in Monty – Immer hart am Ball
- 1994: Teryl Rothery als Henrys Sekretärin in Der Mann, der niemals starb
- 1997: Pamela Gray als Diana in Im Auftrag des Teufels
- 1998: Mel Gibson als Detective Doyle in Strafversetzt – Mord in Manhattan
- 1999: Judy Reyes als Intensiv-Schwester in Bringing Out the Dead – Nächte der Erinnerung
- 2000: Juliet Cadzow als Mutter am Strand in Beautiful Creatures
- 2011: Simone Iliescu als Yasmin in Bruna Surfergirl – Geschichte einer Sex-Bloggerin
- 2013: Collien Fernandes als Frau Rumpelstilskin in Bela Kiss: Prologue
- 2017: Retta als Lobo in To the Bone
- 2018: Veena Sood als Mrs. Abelar in The Package
- 2020: Catherine Curtin als Colleen Munsky in Nur die halbe Geschichte

### Fernsehserien
- 1957–1966 (1990–1991): Cynthia Chenault als Teddi Hart, 1 Episode  in Perry Mason
- 1965–1971 (1991–1994): Jean Hale als Kathy Pruitt, 1 Episode in Ein Käfig voller Helden
- 1981–1991: 2 Schauspieler, 2 Episoden in Jim Bergerac ermittelt
- 1983: Masako Katsuki als Spielstimme, 1 Episode in Rock’n Cop
- 1984: Jennifer Runyon als Alicia Clayton, 1 Episode in Der Ninja-Meister
- 1990–1991: Sabrina S. Sutherland als Jackie, 1 Episode in Twin Peaks
- 1993: 3 Schauspieler, 3 Episoden in Akte X – Die unheimlichen Fälle des FBI
- 1994–2009: 4 Schauspieler, 4 Episoden in Emergency Room – Die Notaufnahme
- 1996–2005: Mary Kay Adams als Dr. Nora Sarrazin, 1 Episode in Alle lieben Raymond
- 1996–2002: 12 Schauspieler, 12 Episoden in Chaos City
- 1996–2000: Jennifer Lien als Inza Nelson, 1 Episode in Superman
- 1997–2000: Gillian Ferrabee als Judith, 1 Episode in Begierde – The Hunger
- 1997–2007: Chelah Horsdal als  Lieutenant Womack, 2 Episoden in Stargate – Kommando SG-1
- 1998–2003: Nina Repeta als Bessie Potter, 1 Episode in Dawson’s Creek
- 2003–2010: 2 Schauspieler, 2 Episoden in Cold Case – Kein Opfer ist je vergessen
- 2005–1017: Lise Simms als Tante Alice, 1 Episode in Bones – Die Knochenjägerin
- 2005–?: 2 Schauspieler, 2 Episoden in Grey’s Anatomy
- 2006–2911: Emily Kosloski als Kara, 1 Episode in Big Love
- 2006–2012: Meredith McGeachie als Dr. Bell, 1 Episode in Eureka – Die geheime Stadt
- 2007–2010: Marin Hinkle als Rose Silverman, 3 Episoden in The Sarah Silverman Program.
- 2007–2009: 2 Schauspieler, 2 Episoden in Pushing Daisies
- 2008–2013: 6 Schauspieler, 6 Episoden in Breaking Bad
- 2008–2015: 2 Schauspieler, 2 Episoden in The Mentalist
- 2009–2016: Betsy Aidem als Richterin Megan Lowrey,  1 Episode in Good Wife
- 2009–2014: Rosalyn Coleman als Lehrerin, 1 Episode in White Collar
- 2010 (2016): Ryouko Tanaka als Verkäuferin, 1 Episode in Yosuga no Sora
- 2011–? (2017–?): Katia Ricciarelli als Assunta, 1 Episode in Die Bergpolizei – Ganz nah am Himmel
- 2011–2020: Vickie Eng als Elizabeth Chu,  2 Episoden in Homeland
- 2012: Sonya Leslie als Kunstschmiedin, 1 Episode in The Finder
- 2012–2016: 2 Schauspieler, 2 Episoden in House of Lies
- 2012–2013: Karen Gordon als Florence, 1 Episode in Magic City
- 2012–2014: Jordana Capra als Passagier, 1 Episode in The Newsroom
- 2013–2019: 2 Schauspieler, 2 Episoden in Orange Is the New Black
- 2014–2020: Audra McDonald als Mutter Oberin, 1 Episode in BoJack Horseman
- 2014–2016: 2 Schauspieler, 2 Episoden in Detective Laura Diamond
- 2014–2016: Emily Rutherfurd als Dawn Grant, 1 Episode in Detective Laura Diamond
- 2015: Amii Stewart als Jennifer Lennox, 1 Episode in Backstrom
- 2015–?: Debrianna Mansini als Fran, 3 Episoden in Better Call Saul
- 2015–2018: 2 Schauspieler, 2 Episoden in Marvel’s Daredevil
- 2014–2016: Tessa Rose als Sharon, 4 Episoden in Glitch
- 2014–2016: Linda Thompson Williams als Mrs. Kline, 1 Episode in Good Witch
- 2015–2019: Helen Taylor als Weinende Frau, 1 Episode in Marvel’s Jessica Jones
- 2015–2016: Jeryl Prescott als Golden, 4 Episoden in Powers
- 2016: Ayako Takeuchi als Izumis Mutter, 1 Episode in Ajin – Demi-Human
- 2016–?: Michele Tauber als Martha Plemmons, 1 Episode in Bull
- 2016–2017: Sherry Stringfield als Karen Garrett, 4 Episoden in Criminal Minds: Beyond Borders
- 2016–?: Michelle Asante als Marianne Bangura, 1 Episode in Stan Lee’s Lucky Man
- 2018–?: Kyou Yaoya als Andabaa, 1 Episode in Hi Score Girl
- 2019–?: Nicky B als Dicke Frau, 1 Episode in After Life
- 2019: Sarah Durham als Mrs. Briggs, 1 Episode in Gentleman Jack
- 2019–?: Clea Alsip als Nancy, 1 Episode in Stadtgeschichten
- 2019–?: Janet Land als Kitty, 1 Episode in The Umbrella Academy
- 2019: Deborah Puette als Rose, 1 Episode in  Unbelievable
- 2019–?: Gwynyth Walsh als  Jo Eillen, 1 Episode in  Virgin River
- 2020: Lynne Marie Stewart als Florence, 1 Episode in AJ and the Queen
- 2020–?: Akiha Matsui als Uotoris Mutter, 1 Episode in Ghost in the Shell: SAC_2045
- 2020–?: Vickie Eng als Grace Wharton, 3 Episoden in Süße Magnolien
- 2020–?: Alet Taylor als Charlie, 1 Episode in Teenage Bounty Hunters
- 2020–2021: 3 Schauspieler, 3 Episoden in Zoey’s Extraordinary Playlist
- 2021: Nila Aalia als Geeta Sharma, 1 Episode in Sie weiß von Dir